# Akurenam Fútbol Club
El Akurenam Fútbol Club es un equipo de fútbol de Guinea Ecuatorial que milita en la Liga Nacional de Fútbol, la primera categoría de fútbol en el país.

## Historia
Fue fundado en 2023 en la ciudad de Ndong Meki, ubicada en el distrito de Akurenam, en la zona continental del país.
En su primera temporada de existencia, el club fue promovido a la primera división, tras quedar segundo en la segunda división de la región continental. Es el primer club del distrito de Akurenam en alcanzar el nivel máximo del fútbol nacional.

## Entrenadores
- Pedro Obiang Nguema (2023–2024)[1]
- Mister Ndjiapa (2024–presente)[2]